# Vesigna
Vesigna fu un borgo fortificato posto a sud della pieve di Marinasco, sulle colline alle spalle della Spezia, in Liguria.

## Storia
Vesigna appare citata per la prima volta negli Annali genovesi del 1198, all'epoca in cui il locale castello fu occupato proprio dalla Repubblica nel periodo di inizio della sua politica espansionistica sul Levante ligure: questo spinse gli abitanti del borgo a migrare nella pianura sottostante, in località Poggio, gettando il seme di quella che sarebbe divenuta poi la città di Spezia.
Il 12 maggio 1202 il borgo fu venduto dai marchesi Alberto, Guglielmo e Corrado Malaspina al Vescovo di Luni Gualtiero a seguito della pace stipulata:" (...), comprehendo totam curiam et districtum Carpene, Vezzani, Foli, Valerani, Bevelini, Vesigne et Pulverarie;". Nel 1223 Vesigna entrò a far parte della Compagna Ienuensis, venendo poi compresa nei domini del conte Niccolò Fieschi, conte di Lavagna, il quale aveva tentato di creare un proprio feudo di Levante con capitale la neonata Spezia: nel 1273 il capitano del popolo Oberto Doria assaltò Spezia e la rase al suolo, costringendo anche Vesigna e i borghi limitrofi ad arrendersi e rase al suolo le rocche di Vesigna appunto, Polverara e Beverino.
Nel XIV secolo Vesigna subì l'assalto delle truppe angioine guelfe di Roberto d'Angiò e nel 1343 fu inglobata nel territorio della neonata podesteria di Spezia, la quale aveva ormi sorpassato Carpena.
È certo che nel dicembre 1362 sul territorio fosse presente una chiesa dedicata a Santa Lucia (da cui deriva la Costa di Santa Lucia, nel territorio), visto che di essa era originario Giacomo di Vesigna, primo rettore della Chiesa di Santa Maria Assunta della Spezia. Dieci anni dopo, nel 1373, l'allora sindaco di Vesigna Bruno Andrea si recò assieme al Sindaco di Sorbolo Federico di Prospero a Genova, per chiedere al Doge Domenico di Campofregoso l'unione tra la podesteria di Carpena e di Spezia al fine di unirle sotto l'unica entità di quest'ultima.
Una più recente testimonianza, del 1528, riportata da Agostino Giustiniani nella sua Caratata, ci fa sapere che nel XVI secolo "nella zona ardevano venti fuochi (vi abitavano cioè venti famiglie, per un totale di circa 80 persone) e ancora vi si potevano vedere i resti della fortezza ruinata".